# Buzamiento

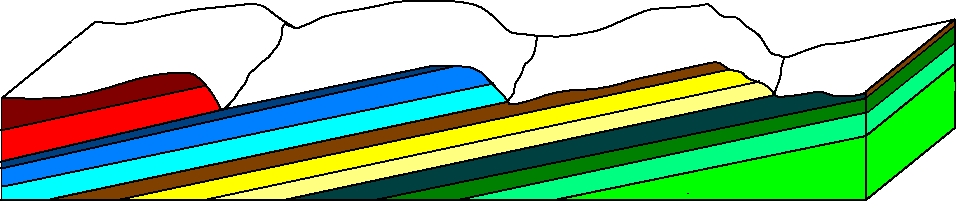
Perfil transversal de una sucesión monoclinal de estratos con el buzamiento hacia la izquierda (en este ejemplo los estratos formados por las rocas más resistentes a la erosión se han representado con colores más oscuros que las más débiles y perfilan tres cuestas en el relieve).

El buzamiento es el ángulo que forma la línea de máxima pendiente de una superficie de un estrato, filón o falla con su proyección sobre el plano horizontal.
Otra definición de buzamiento es el ángulo que forma el plano a medir con respecto a un plano horizontal, y debe ir acompañado por el sentido en el que el plano buza o baja.

## Características
El buzamiento de un plano corresponde al ángulo que forma una de sus rectas de máxima pendiente con respecto a un plano horizontal, y el sentido de buzamiento, a su vez, es el mismo que poseen estas rectas.

## Medición de rumbo y buzamiento
Esta se puede realizar sobre cualquier superficie plana o una envolvente de una superficie irregular. Es utilizada para establecer las posiciones espaciales de los estratos, diaclasas, fallas, limbos, planos axiales de pliegues y cualquier otra superficie de interés geológico. Igualmente es necesario ubicar esta medida geográficamente a través de una poligonal, triangulación o con un GPS.
1. Se refieren todos los rumbos única y exclusivamente con respecto al norte geográfico, sin importar el color de la aguja.
2. Cualquier plano geológico posee un rumbo determinado y sólo uno, salvo los planos horizontales (ya que todas las líneas contenidas en ellas son líneas de rumbo, y por lo tanto existen infinitos rumbos).
3. El buzamiento de un plano se expresa mediante un valor angular en grados B (el valor B solo puede variar entre 0° y 90°) los planos cuyo buzamiento son 0° son horizontales, (poseen infinitos rumbos), y los planos cuyo buzamiento son 90° son verticales (carecen de sentido de buzamiento). Este valor debe ir acompañado de uno de los puntos cardinales que corresponderá al sentido en el cual el plano buza o baja.
4. Cualquier plano en el espacio posee buzamiento en sentido norte o sentido sur, las únicas excepciones son: 
  1. Los planos horizontales, por cuanto en ellos el buzamiento es nulo.
  2. Los planos verticales, ya que carecen de sentido de buzamiento
  3. Los planos cuyos rumbos sean norte-sur en los cuales el sentido de buz. es este o oeste.

### Nomenclatura
Ejemplo de Nomenclatura: N37° W15°N (-) el plano posee líneas de rumbo cuya dirección es N37°W. (-) sus líneas de máxima pendiente forman un ángulo de 15° con el plano horizontal. (-) el plano buza o baja hacia el norte (si se camina sobre el plano en sentido S-N, se alcanzarán progresivamente cotas cada vez más bajas.)